# Dark Is the Way, Light Is a Place
 (octobre 2017).
Si vous disposez d'ouvrages ou d'articles de référence ou si vous connaissez des sites web de qualité traitant du thème abordé ici, merci de compléter l'article en donnant les références utiles à sa vérifiabilité et en les liant à la section « Notes et références ».
Albums de Anberlin
New Surrender
(2008) Vital
(2012)
Singles
1. Impossible
Sortie : 
12 juillet 2010 (Radio)
27 juillet 2010 (Digital)
16 novembre 2010 (Mainstream/Top 40 Radio)
2. Closer
Sortie : 16 février 2011 (Radio)

Dark Is the Way, Light Is a Place est le cinquième album du groupe de rock alternatif américain Anberlin, sorti le 7 septembre 2010 sous le label Universal Records.

## Présentation
Le groupe fait son entrée aux Blackbird Studios, à Nashville, pour commencer l'enregistrement d'un nouvel album en mars 2010.
Le 3 mars, la presse annonce la collaboration du groupe avec le producteur Brendan O'Brien, primé aux Grammy Awards et qui a, également, travaillé avec Pearl Jam et Rage Against the Machine.
Alors que le groupe n'est pas fixé quant au choix du producteur de l'album, c'est Brendan O'Brien qui l'approche. En effet, O'Brien suit la carrière d'Anberlin après avoir été initié à leur musique par sa fille.
Le listage des chansons de l'album est terminé le 9 avril et le mixage audio commence le 12 avril.
En avril 2010, Stephen Christian (en), le frontman du groupe, annonce la sortie de l'album pour août ou septembre suivant. Cependant, en mai 2010, Christian McAlhaney (le guitariste) affirme que l'album sera publié en septembre 2010. Finalement, début juin 2010, la date de sortie de l'album est confirmée pour le 21 septembre suivant.
Le titre de l'album est une référence au travail du poète gallois Dylan Thomas, extrait de Poem On His Birthday. L'album examine les thèmes des batailles dans la vie et l'amour.
Le groupe publie une vidéo de leurs performances scéniques sur le titre We Owe This to Ourselves.
Anberlin joue plus tard, en soutien au groupe Thirty Seconds to Mars pendant leur tournée Closer to the Edge Tour avec CB7, en avril et mai 2011.
Le travail artistique de la pochette est un fusain sur papier à dessin créé en 2006 par l'artiste australien Michael Zavros (en).

## Liste des titres
Toutes les chansons sont écrites et composées par Anberlin.
| 1.    | We Owe This to Ourselves  | 3:12 |
| 2.    | Impossible                | 4:03 |
| 3.    | Take Me (As You Found Me) | 4:12 |
| 4.    | Closer                    | 3:46 |
| 5.    | You Belong Here           | 4:22 |
| 6.    | Pray Tell                 | 3:47 |
| 7.    | Art of War                | 4:43 |
| 8.    | To the Wolves             | 3:31 |
| 9.    | Down                      | 4:05 |
| 10.   | Depraved                  | 5:23 |
| 41:09 |                           |      |

| Titre bonus - Édition sur support numérique (États-Unis, 7 septembre 2010), | Titre bonus - Édition sur support numérique (États-Unis, 7 septembre 2010), | Titre bonus - Édition sur support numérique (États-Unis, 7 septembre 2010), | Titre bonus - Édition sur support numérique (États-Unis, 7 septembre 2010), | Titre bonus - Édition sur support numérique (États-Unis, 7 septembre 2010), | Titre bonus - Édition sur support numérique (États-Unis, 7 septembre 2010), | Titre bonus - Édition sur support numérique (États-Unis, 7 septembre 2010), | Titre bonus - Édition sur support numérique (États-Unis, 7 septembre 2010), | Titre bonus - Édition sur support numérique (États-Unis, 7 septembre 2010), | Titre bonus - Édition sur support numérique (États-Unis, 7 septembre 2010), |
| No                                                                          | Titre                                                                       | Durée                                                                       |                                                                             |                                                                             |                                                                             |                                                                             |                                                                             |                                                                             |                                                                             |
| --------------------------------------------------------------------------- | --------------------------------------------------------------------------- | --------------------------------------------------------------------------- | --------------------------------------------------------------------------- | --------------------------------------------------------------------------- | --------------------------------------------------------------------------- | --------------------------------------------------------------------------- | --------------------------------------------------------------------------- | --------------------------------------------------------------------------- | --------------------------------------------------------------------------- |
| 11.                                                                         | All We Have                                                                 | 3:31                                                                        |                                                                             |                                                                             |                                                                             |                                                                             |                                                                             |                                                                             |                                                                             |
| 44:35                                                                       |                                                                             |                                                                             |                                                                             |                                                                             |                                                                             |                                                                             |                                                                             |                                                                             |                                                                             |

## Crédits

### Membres du groupe
- Stephen Christian : chant (frontman), claviers
- Joseph Milligan : guitare solo, chant
- Christian McAlhaney : guitare rythmique, chant
- Deon Rexroat : basse
- Nathan Young : batterie, percussions

### Équipes technique et production
- Production, arrangements des cordes, ingénierie, mixage : Brendan O'Brien
- Artwork : Michael Zavros